# Блоґослав
Блоґослав (пол. Błogosław) — село в Польщі, у гміні Блендув Груєцького повіту Мазовецького воєводства.
Населення — 72 особи (2011).
У 1975—1998 роках село належало до Радомського воєводства.

## Демографія
Демографічна структура станом на 31 березня 2011 року:
|          | Загалом | Допрацездатний вік | Працездатний вік | Постпрацездатний вік |
| -------- | ------- | ------------------ | ---------------- | -------------------- |
| Чоловіки | 36      | 9                  | 21               | 6                    |
| Жінки    | 36      | 8                  | 19               | 9                    |
| Разом    | 72      | 17                 | 40               | 15                   |